# Erik Rooth
Erik Gustaf Teodor Rooth (* 22. April 1889 in Degerfors, Schweden; † 14. März 1986 in Lund) war ein schwedischer Germanist.
Rooth studierte von 1909 bis 1919 an den Universitäten Bonn und Uppsala und wurde 1919 in Uppsala promoviert. Er lehrte als Privatdozent in Lund und Uppsala und war von 1932 bis 1954 Professor für Deutsche Sprache an der Universität Lund.
Rooth lehrte deutsche, niederländische und friesische Philologie. Er war Mitglied zahlreicher wissenschaftlicher Gesellschaften. 1952 erhielt er den Brüder-Grimm-Preis der Philipps-Universität Marburg und 1959 die Goethe-Medaille.

## Schriften
- Saxonica. Beiträge zur niedersächsischen Sprachgeschichte. Gleerup, Lund 1949.
- Zu den Bezeichnungen für 'Eiszapfen' in den germanischen Sprachen. Historisch-wortgeographische und etymologische Studien. Almqvist & Wiksell, Stockholm/Göteborg/Uppsala 1961.
- Niederdeutsche Breviertexte des 14. Jahrhunderts aus Westfalen. Almqvist & Wiksell, Stockholm 1969.
- Das Vernersche Gesetz in Forschung und Lehre. [1875–1975]. Gleerup, Lund 1974.